# Katėn
Il Katėn (in russo Катэн?) è un fiume dell'Estremo oriente russo, tributario di sinistra del Chor. Scorre nel Rajon imeni Lazo del Territorio di Chabarovsk. Appartiene al bacino dell'Ussuri.
Il fiume Katėn è il più grande affluente del Chor, ha origine sulle pendici dei contrafforti orientali di una delle più grandi vette dei Sichotė-Alin', il monte Ko (2 005 m).  Scorre dapprima in direzione occidentale poi gira verso nord e sfocia nel Chor a 168 km dalla foce. La lunghezza del fiume è di 193 km. Il bacino idrografico è di 3 910 km².
Il bacino del fiume si trova nella parte occidentale del sistema montuoso Sichotė-Alin'. Il fiume scorre attraverso una valle montuosa, profonda e boscosa ed è delimitata da pendii ripidi e alti. La copertura forestale totale del bacino è di circa il 95%. La sua larghezza varia da 150-200 m nel corso superiore del fiume a 1,5-2,5 km nel resto del percorso. L'innalzamento del livello dell'acqua nel fiume si verifica nella seconda metà di aprile, raggiungendo il massimo in maggio.